# Servando Conejero Sotos
Servando Conejero Sotos (Valencia, 10 de junio de 1885 - Paterna, 5 de diciembre de 1936) fue un médico y político español, miembro de la Comunión Tradicionalista.

## Biografía
Estudió Medicina en el Instituto Rubio de Madrid, llegando a ser un doctor de prestigio. Tenía su clínica en la calle de las Barcas, en Valencia. Católico de profundas convicciones religiosas, fue maurista en su juventud, siendo presidente de la Juventud Maurista de Valencia y candidato a diputado provincial por el distrito de Onteniente en 1917, aunque no resultó elegido —según los mauristas— debido a las presiones oficiales y al caciquismo. Dos años después fue candidato a diputado a Cortes por Enguera en las elecciones de 1919, con igual resultado. Aficionado al tiro, formó parte de la sociedad «El Trabuc» de Valencia, ganando concursos cinegéticos.
Posteriormente se afilió a la Comunión Tradicionalista, siendo una de las figuras más destacadas del carlismo en la Región Valenciana durante la década de 1930. Formó parte del Consejo de Administración de la Editorial Mediterránea y del diario El Correo Valenciano, fundados en 1933 para la difusión del ideario tradicionalista. Publicó escritos médicos y políticos en diversos periódicos, entre ellos, Las Provincias y El Siglo Futuro. También pronunció discursos y conferencias de propaganda tradicionalista en diferentes localidades de la Región Valenciana, que fueron recogidas por la prensa. En 1936 era el presidente del Círculo Tradicionalista de Valencia.
Debido a su militancia carlista, el 27 de agosto de 1936 fue apresado por milicianos en su domicilio de Cabañal y llevado a la prisión de San Miguel de los Reyes, donde permaneció hasta la madrugada del 4 al 5 de diciembre de 1936, en que lo sacaron de la prisión con la excusa de dejarlo en libertad y lo llevaron al Picadero de Paterna para darle muerte.

## Familia

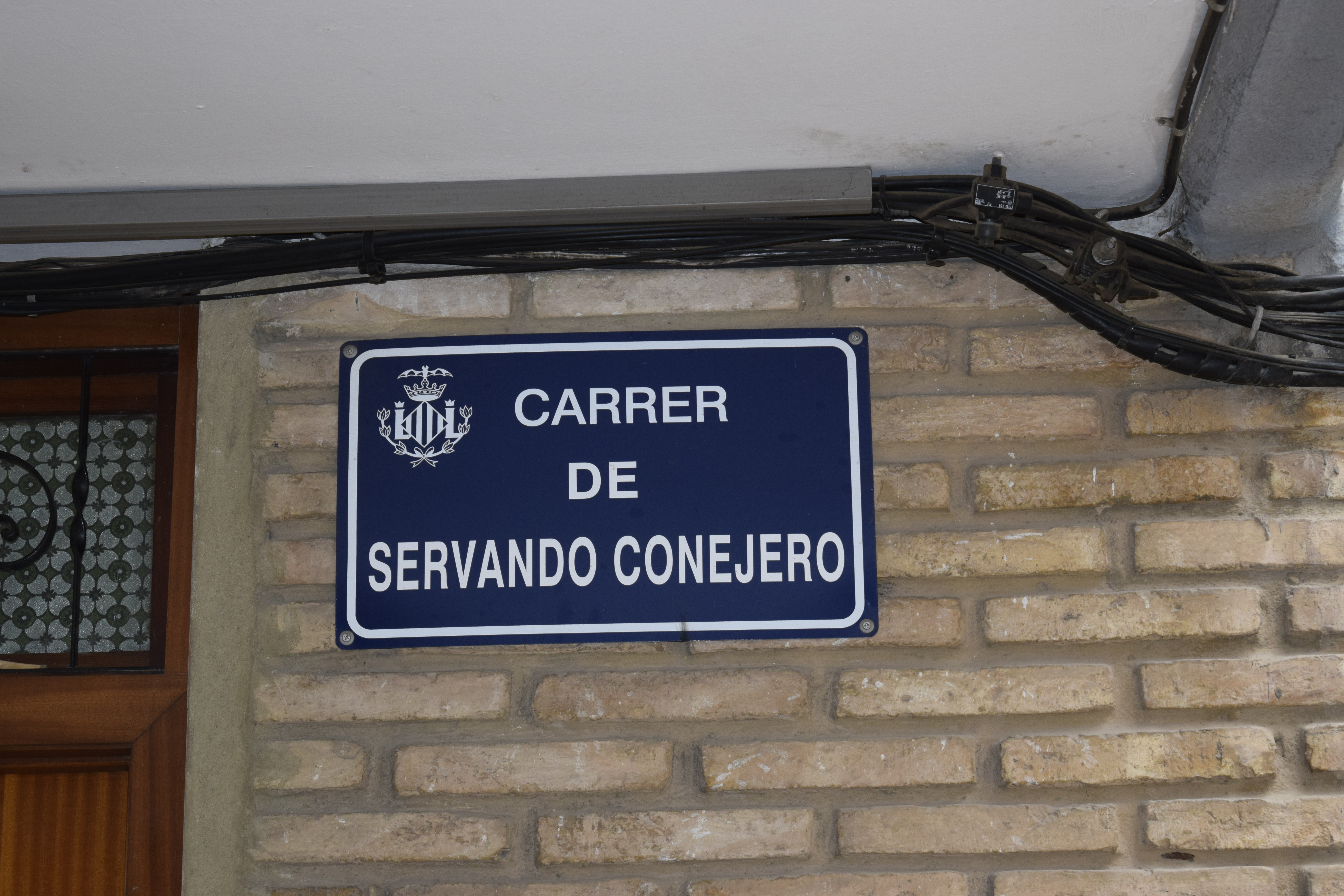
Calle Servando Conejero

Servando Conejero se casó en 1913 con Purificación Olmos (†1982), con quien tuvo cinco hijos: Servando, Pura, Rafael, Maruja y Julio. Este último falleció en 1925, a los cinco años. Otro de sus hijos, Servando Conejero Olmos, se vio obligado a servir en el Ejército Popular de la República durante la Guerra Civil, pero logró escapar y se pasó al Bando nacional en junio de 1937 por el sector de Pozoblanco. Moriría en campaña en la Batalla de Teruel.
Uno de sus hermanos, Juan Conejero Sotos, era republicano, perteneciente en 1930 a la junta municipal de Valencia del Partido Republicano Radical. En 1938 presidiría la junta municipal de Valencia de Izquierda Republicana.

## Artículos
- El cáncer (Las Provincias, 12 de julio de 1930)
- El cáncer (Las Provincias, 17 de agosto de 1930)
- El cáncer (Las Provincias, 24 de agosto de 1930)
- El cáncer (Las Provincias, 31 de agosto de 1930)
- El cáncer (Las Provincias, 12 de octubre de 1930)
- La mejor bandera (El Siglo Futuro, 9 de abril de 1936)